# Épisodes de WandaVision
Cet article présente les 9 épisodes de la série télévisée américaine WandaVision.

## Synopsis
Wanda et Vision vivent une adorable vie de couple dans la petite ville de Westview, et ce sous format de sitcom. Mais des évènements étranges poussent Vision à se demander si la vie qu'il vit est bien ce qu'elle paraît être, tandis que de son côté, Wanda voit son univers menacé par une nouvelle agence gouvernementale, le S.W.O.R.D., et par la perspicacité de son mari.

## Distribution

### Acteurs principaux
Note : Les acteurs ci-dessous sont crédités dans la distribution principale uniquement dans les épisodes où ils apparaissent.
- Elizabeth Olsen (VF : Charlotte Corréa ; VQ : Émilie Gilbert) : Wanda Maximoff / la Sorcière rouge
- Paul Bettany (VF : Georges Caudron ; VQ : Daniel Roy) : Vision
- Debra Jo Rupp (VF et VQ : Marie-Martine) : Sharon Davis / Mme Hart (épisodes 1 et 2, 7 à 9)
- Fred Melamed (VF et VQ : Nicolas Justamon) : Todd Davis / Arthur Hart (épisodes 1 et 9)
- Kathryn Hahn (VF : Edwige Lemoine ; VQ : Marie-Ève Bertrand) : Agatha Harkness / Agnès (épisodes 1 à 3, 5 à 9)
- Teyonah Parris (VF : Alice Taurand ; VQ : Sofia Blondin) : Monica Rambeau / Géraldine (épisodes 2 à 7, 9)
- Randall Park (VF : Jérémy Bardeau ; VQ : François-Simon Poirier) : l'agent Jimmy Woo (épisodes 2, 4 à 7, 9)
- Kat Dennings (VF et VQ : Kelly Marot) : Dr Darcy Lewis (épisodes 4 à 7, 9)
- Evan Peters (VF et VQ : Jean-Christophe Dollé) : Ralph Bohner / « Pietro Maximoff » (épisodes 5 à 7, 9)

### Acteurs récurrents
- Josh Stamberg (VF : Guillaume Orsat ; VQ : Alexandre Daneau) : Tyler Hayward, directeur par intérim du S.W.O.R.D.
- Emma Caulfield (VF et VQ : Juliette Poissonnier) : Sarah Proctor / Dottie Jones
- Jolene Purdy (VF et VQ : Julie Turin) : Isabel Matsueda / Beverly
- Asif Ali (VF et VQ : Pascal Nowak) : Abilash Tandon / Norm
- David Payton (VF et VQ : Mike Fédée) : John Collins / Herb
- David Lengel (VF et VQ : Sébastien Ossard) : Harold Proctor / Phil Jones
- Jett Klyne (VF et VQ : Lasha Songulashvili) : Tommy Maximoff
- Julian Hilliard (VF et VQ : Jean Duprez) : Billy Maximoff

### Invités
- Randy Oglesby (en) (VF et VQ : Bernard Alane) : Dr Nielson (épisode 3)
- Adam Gold (VF et VQ : Emmanuel Garijo) : le requin de la pub Yo-Magic (épisode 6)
- Kate Forbes (VF et VQ : Brigitte Virtudes) : Evanora Harkness (épisodes 8 et 9)

## Liste des épisodes

### Épisode 1:Filmé devant public
- Mondial : 15 janvier 2021 sur Disney+

- Amos Glick (Dennis, le facteur)
- Ithamar Enriquez (homme de la publicité)
- Victoria Blade (femme de la publicité)

La série s'ouvre à la façon d'une sitcom des années 1950, avec un premier épisode filmé en noir et blanc, les rires en direct du public, et même une publicité de l'époque intégrée à l'épisode. Wanda Maximoff et Vision sont un couple qui s'installe dans une maison de la petite ville de Westview.
Alors que Vision s'apprête à partir au travail, il remarque qu'un cœur a été dessiné entourant la date du jour, le 23 août, sur le calendrier accroché au mur de leur cuisine, mais ils ne savent pas à quoi cela correspond. Wanda décide qu'il s'agit de l'anniversaire de leur mariage. Une voisine appelée Agnès entre alors chez elle pour faire connaissance et pour l'aider à préparer l'anniversaire.
Vision change son visage en humain pour partir travailler dans une entreprise qui compile des statistiques mais dont il ne comprend pas bien les fonctions exactes, même s'il est réputé pour être l'employé le plus rapide. Son patron, Monsieur Hart, lui rappelle qu'il doit venir dîner avec son épouse chez Vision et que la façon dont se déroulera cette réception déterminera son avenir dans l'entreprise. Vision prend alors conscience que le cœur (Heart en anglais) sur le calendrier fait en réalité référence à ce dîner.
Le soir, Monsieur et Madame Hart arrivent chez eux, et Wanda se cache dans la cuisine pour préparer un repas de dernière minute avec ses pouvoirs ainsi qu'avec l'aide d'Agnès. Une fois à table, les Hart leur posent quelques questions banales sur leur mariage, mais Wanda et Vision se montrent incapables de leur répondre. Face à cela, Monsieur Hart devient furieux et s'étouffe avec sa nourriture. Vision, après la demande de Wanda, le sauve en retirant le morceau en plongeant directement sa main dans son œsophage grâce à ses pouvoirs. Les Hart repartent, ravis, et le repas a été une réussite.
- Cet épisode rend hommage aux sitcoms des années 50 et 60, comme The Dick Van Dyke Show et I Love Lucy. De plus, comme son titre l'indique, l'épisode a été tourné devant un véritable public.

### Épisode 2:Ne zappez pas
- Mondial : 15 janvier 2021 sur Disney+

- Amos Glick (Dennis, le facteur)
- Zac Henry (apiculteur)
- Victoria Blade (femme de la publicité)
- Ithamar Enriquez : (homme de la publicité)
- Yuuki Luna (danseuse de claquettes)
- Eric Delgado (danseur de claquettes)

Toujours dans l'univers d'une sitcom en noir et blanc, mais cette fois des années 1960, Wanda est brusquement réveillée en pleine nuit par des bruits provenant de l'extérieur. Cette dernière demande à Vision d'aller voir ce qu'il se passe, mais il ne perçoit rien et le couple attribue le bruit à une branche d'arbre.
Le lendemain, le couple prépare un numéro de magie pour un spectacle municipal afin de s'intégrer et faire bonne impression aux voisins. Vision décide d'assister à la réunion de surveillance du quartier avec ses voisins masculins, tandis que Wanda reste à la maison. Cependant, après avoir entendu un bruit provenant encore une fois de l'extérieur, elle découvre un jouet hélicoptère moderne et en couleur dans ses rosiers. Elle est finalement distraite par Agnès, qui l'invite à un rassemblement de femmes organisé par Dottie Jones, la chef arrogante du quartier, et se lie d'amitié avec Géraldine. Quant à Vision, pour ne pas perdre la face devant ses collègues, il avale un chewing-gum qui perturbe tout son système.
Alors que Wanda entretient une discussion avec Dottie, des interférences perturbent le poste de radio dont elles sont proches et qui diffuse de la musique. Soudain, une voix s'adresse à Wanda, demandant : « Que faites-vous ? Qui vous fait ça ? ». Effrayée, Dottie casse le verre qu'elle tient dans sa main et se blesse : son sang apparaît rouge.
Plus tard, lors du numéro de magie, Vision, totalement perturbé par le chewing-gum bloqué dans son corps, utilise ses pouvoirs face aux spectateurs, mais Wanda utilise les siens pour arranger les numéros et faire croire qu'ils sont truqués. Le numéro se poursuit et Dottie leur offre le trophée du spectacle le plus comique de l'année.
- Cet épisode rend hommage aux sitcoms des années 60, comme Ma sorcière bien-aimée, et présente notamment un générique semblable à ceux des séries produites par Hanna-Barbera Productions.

### Épisode 3:On passe à la couleur
- Mondial : 22 janvier 2021 sur Disney+

- Randy Oglesby (Dr Nielson)
- Rose Bianco (Mme Nielson)
- Victoria Blade (femme de la publicité)
- Ithamar Enriquez (homme de la publicité)
- Wesley Kimmel (petit garçon de la publicité)
- Sydney Thomas (petite fille de la publicité)

Au cours des années 1970, et à présent en couleurs, Wanda et Vision consultent leur médecin, le Dr Nielson, afin de la surveiller, car elle est enceinte et que les évènements évoluent très rapidement. Nielson explique que tout va bien et part avec l'intention de se rendre aux Bermudes avec sa femme. Pendant que Vision raccompagne le docteur en le priant de rester discret sur l'état de Wanda, il aperçoit son voisin, Herb, en train de tailler le mur à la place des haies. En rentrant, Vision constate que la grossesse de Wanda semble avoir grandement progressé le temps qu'il s'absente.
Wanda prépare une nouvelle chambre pour le bébé alors que Vision épluche les traités sur la maternité. Wanda voit soudain sa grossesse augmenter à six mois et ressent les premiers coups du bébé alors que le contrôle de ses pouvoirs commence lentement à lui échapper; Vision et elle débattent sur le nom qu'il portera, Wanda désirant l'appeler Tommy, tandis que Vision souhaite l'appeler Billy. Un rapide calcul permet à l'androïde de déduire que la naissance aura lieu trois jours plus tard, ce qui pousse le couple à commencer à apprendre au plus vite tout ce dont ils ont besoin de savoir pour être de bons parents, jusqu'à ce que Wanda commence à subir des contractions de Braxton Hicks. Cela l'amène à générer accidentellement une surtension d'énergie, ce qui coupe le courant de toute la ville. Wanda craint que leurs voisins ne découvrent sa vraie nature et Vision met sur la table tous les évènements suspects qui se sont produits depuis le diner avec son patron. Alors qu'il semble sur le point de mettre le doigt sur quelque chose, un cut rapide le ramène au début de sa phrase, et au lieu de revenir sur les faits passés étranges, il la rassure et compatit.
Soudain, les contractions reviennent de plus en plus fortes. Vision décide d'aller chercher le docteur Nielson après que Wanda ait perdu les eaux, ce qui déclenche une averse dans la maison. Alors que Vision, en super-vitesse, attrape le médecin et l'emmène juste avant son départ en vacances, Wanda reçoit la visite surprise de Géraldine. La future maman rivalise d'ingéniosité pour cacher son ventre à son amie tout en essayant de reprendre le contrôle de ses pouvoirs qui ont accidentellement donné vie à la peinture de cigogne dans la chambre de bébé. Geraldine finit par découvrir la pièce et Wanda, prise d'une nouvelle contraction encore plus intense, est forcée de révéler son état alors que la maison semble complètement possédée face au déferlement incontrôlé de ses pouvoirs.
Géraldine fait abstraction de toute cette bizarrerie et aide à l'accouchement de son amie qui donne finalement naissance à un petit garçon. Vision revient trop tard avec le docteur mais est subjugué par son fils. Alors que Géraldine et le médecin sont à la cuisine, Wanda pousse son compagnon à se montrer "lui-même" pour sa première rencontre avec son enfant. Il nomme l'enfant Tommy, comme Wanda le voulait, mais celle-ci est reprise de contractions et un second bébé arrive, qu'ils appellent Billy. Le second accouchement se passe bien et les deux nouveau-nés sont déclarés sains par Nielson.
Après avoir raccompagné le docteur, Vision surprend Agnès et Herb en train de chuchoter en jetant des coups d’œil inquiets à la maison du couple et décide de les interrompre. Ils parlent de Géraldine, du fait qu'elle n'a ni famille, ni fiancé, ni maison, et Agnès arrête Herb après que ce dernier a bégayé à plusieurs reprises : « Elle est venue ici parce que nous sommes ... ». De son côté, Géraldine s'extasie devant les jumeaux et Wanda lui révèle qu'elle est aussi issue d'une fratrie gémellaire, parlant de son frère Pietro Maximoff et chantant une berceuse sokovienne de son enfance. Géraldine révèle alors à Wanda qu'elle sait qu'Ultron a tué son frère. Cette dernière est choquée en entendant ses mots et insiste pour qu'elle s'explique alors que Géraldine fait tout pour faire croire qu'elle n'a jamais prononcé cette phrase. La jeune maman remarque que son pendentif a un emblème d'épée similaire à celui sur l'hélicoptère qu'elle a trouvé dans son rosier quelques jours plus tôt et devient de plus en plus menaçante, alors que Géraldine tente de s'expliquer.
- Cet épisode rend hommage aux sitcoms des années 70, comme The Brady Bunch et Good Times.

### Épisode 4:Interruption du programme
- Mondial : 29 janvier 2021 sur Disney+

- Alan Heckner (Agent Monti)
- Selena Anduze (Agent Rodriguez)
- Lana Young (Dr Highland)
- Zac Henry (Agent Franklin / apiculteur)
- Brian Brightman (shérif)
- Samir Younis (médecin)
- Viviana Chavez (infirmière)
- Bobby Hernandez (garde de sécurité)
- Shaun MacLean (aide-soignant)
- Vince Canlas (homme du van #1)
- Archith Seshadri (homme du van #2)
- Michaela Cronan (femme du van)

Cinq ans après l'Effacement de la moitié des habitants de l'univers par Thanos et au moment de leur retour (connu sous le nom de l'Éclipse.) grâce à l'action des Avengers, Monica Rambeau se « reconstitue » assise sur une chaise dans une chambre d'hôpital devant un lit vide. Elle y veillait sur sa mère malade, Maria Rambeau. Elle sort de la chambre dans des couloirs en état de panique, car de nombreuses personnes sont elles aussi en train de se « reconstituer » au point qu'elle en percute une. Elle finit par apprendre que sa mère est morte depuis trois ans. Trois semaines plus tard, Monica se rend au quartier général du S.W.O.R.D. où elle veut reprendre ses fonctions de pilote, mais elle est assignée par le directeur Tyler Hayward, à une autre mission : rejoindre le FBI dans le New Jersey devant la petite ville de Westview, dont tous les habitants sont portés disparus. Il justifie cette mission par la capacité de Monica à faire fonctionner des drones imageurs.
Elle y retrouve l'agent Jimmy Woo du FBI, découvre un champ de force qui barre l'entrée de la ville. Elle envoie un drone en sa direction, et l'appareil disparait. Intriguée, elle s'en approche, et disparait à son tour en se faisant absorber à l'intérieur. Le lendemain, le docteur Darcy Lewis arrive dans les baraquements militaires qui font office de quartier général, construits devant Westview, et déploie son appareillage pour tenter de percer le mystère. Captant des signaux, elle demande qu'on lui fournisse un vieux poste de télévision, et réussit alors à y voir la sitcom créée par Wanda, c'est-à-dire les premier, deuxième et troisième épisodes tels que relatés plus haut dans cet article. Elle découvre également la présence dans la sitcom de Monica Rambeau, devenue Géraldine, ainsi que tous les habitants de Westview portés disparus et les nouvelles identités que leur a assignées Wanda, tandis qu'un agent du S.W.O.R.D. en combinaison Hazmat est envoyé dans les canalisations pour pénétrer dans Westview. Il dépasse le champ de force, et sort d'une bouche d'égout dans la rue, sous les yeux de Wanda et Vision (épisode 2).
- Cet épisode marque le retour des acteurs Kat Dennings, qui a tenu le rôle de l'astrophysicienne Darcy Lewis dans les deux premiers films Thor, et de Randall Park, interprète de l'agent du FBI Jimmy Woo dans le film Ant-Man et la Guêpe.

### Épisode 5:Dans cet épisode très spécial...
- Mondial : 5 février 2021 sur Disney+

- Baylen Bielitz (Billy à 5 ans)
- Gavin Borders (Tommy à 5 ans)
- Amos Glick (Dennis, le facteur)
- Alan Heckner (Agent Monti)
- Selena Anduze (Agent Rodriguez)
- Victoria Blade (femme de la publicité)
- Ithamar Enriquez (homme de la publicité)
- Sydney Thomas (petite fille de la publicité)
- Wesley Kimmel (petit garçon de la publicité)

La sitcom avance dans les années 1980. Alors que Tommy et Billy, les deux bébés jumeaux de Wanda et Vision ne cessent de pleurer, Agnès arrive pour tenter de les calmer, et d'un seul coup, ils grandissent pour atteindre l'âge de 5 ans. Ils récupèrent un chien dans la rue, et demandent à leurs parents de l'adopter. Wanda leur explique qu'ils ne pourront s'en occuper avant d'avoir dix ans. Ils se mettent alors à grandir jusqu'à cet âge sous ses yeux.
Dans les baraquements militaires, Monica Rambeau cherche à s'introduire à nouveau dans Westview avec l'aide de Jimmy Woo et de Darcy Lewis. Elle décrit l'emprise mentale exercée par Wanda, dans laquelle elle se trouvait quand elle était Géraldine dans la sitcom. Il lui faut trouver les moyens de se protéger de cet effet en retournant à l'intérieur du champ de force, que Darcy Lewis nomme « Le Hex », car il entoure Westview d'une forme hexagonale. Le directeur Hayward révèle que Wanda s'est rendue aux quartiers généraux du S.W.O.R.D neuf jours plus tôt pour voler le corps démembré de Vision. Il la considère comme une terroriste, mais Monica affiche son désaccord avec son directeur.
Dans la sitcom, Vision est à son bureau au début de l'ère d'internet. Avec son collègue Norm, il ouvre un e-mail. Ce qui est écrit dans ce message électronique sur un ordinateur à lignes de codes est déclamé en simultané par l'ensemble du personnel présent dans le bureau : « S.W.O.R.D., communiqué top secret. Découvertes du docteur Darcy Lewis sur l'anomalie de Wanda Maximoff. Hauts niveaux de radiation en périphérie. Effets sur les résidents inconnus. Veuillez m'aviser ». Extrêmement troublé, Vision agit sur les tempes de Norm pour le libérer de l'emprise mentale de Wanda. Immédiatement, celui-ci redevient Abilash Tandon, lui demande son aide, et décrit la douleur de ressentir la manipulation de Wanda sur son esprit. Affolé, Vision presse à nouveau sur les tempes de son collègue, et ce dernier retourne dans son état de Norm, acteur de la sitcom.
Monica Rambeau pilote un drone des années 1980 à l'intérieur du « Hex ». L'appareil arrive devant la maison de Wanda, qui est sur le perron, et Monica tente de communiquer avec elle, mais elle ne sait pas que le drone est armé. Tyler Hayward fait alors déclencher un tir. Une Wanda en colère sort de son champ de force, le drone en mains, devant Hayward, ses troupes, Woo, Lewis et Monica. Elle leur demande de la laisser tranquille et les menace. Monica tente de parlementer en disant qu'elle veut l'aider, mais Wanda affirme avoir tout ce dont elle a besoin, ajoutant qu'on ne le lui enlèvera plus jamais. D'un geste, Wanda fait diriger toutes les armes qui étaient pointées sur elle en direction d'Hayward, puis retourne dans son monde fictif.
Alors que Billy, Tommy et Wanda sont à la recherche de leur chien Sparky, ils sont abordés par Agnès, qui vient de retrouver l'animal mort empoisonné dans ses buissons. Ils décident alors de grandir encore pour ne pas avoir à affronter de tristesse, mais Wanda leur intime de ne pas le faire en leur expliquant que tout cela fait partie de la vie et qu'ils devront s'y habituer.
- L'acteur Evan Peters reprend le rôle de Pietro Maximoff qu'il a tenu dans les trois derniers films de la saga X-Men, alors que Aaron Taylor-Johnson incarnait ce personnage dans le film Avengers : L'Ère d'Ultron, ce qui explique la remarque de Darcy Lewis.
- Cet épisode rend hommage aux sitcoms des années 80 comme Sacrée Famille et La Fête à la maison

### Épisode 6:Spécial Halloween
- Mondial : 12 février 2021 sur Disney+

- Alan Heckner (Agent Monti)
- Selena Anduze (Agent Rodriguez)
- Sophia Gaidarova (Wanda, enfant)
- Joshua Begelman (Pietro, enfant)
- Stephanie Astalos-Jones (vieille dame sans dents)
- Adam Gold (requin de la publicité)
- Tristen Chen (enfant de la publicité)

Le générique de la sitcom WandaVision présente la famille Maximoff au complet avec Pietro et ses pouvoirs. Dans les années 1990, tous se déguisent pour fêter Halloween. Mais Vision explique à Wanda qu'il a autre chose à faire et la laisse avec son frère jumeau et ses deux enfants Tommy et Billy participer à la fête dans les rues de Westview. Les deux jumeaux se montrent proches de leur oncle Pietro, Tommy partageant les mêmes pouvoirs.
Dans les baraquements militaires, à l'extérieur du « Hex », Monica Rambeau s'élève contre la volonté du directeur Hayward de tuer Wanda. Elle est soutenue par Jimmy Woo et Darcy Lewis. Le ton monte, et Hayward les expulse de sa base. Mais à peine dehors, les deux agents, soupçonnant que Hayward n'a fait que saisir un prétexte pour les écarter, se battent contre leurs gardes, leurs volent leurs habits du S.W.O.R.D. et s'infiltrent discrètement dans une salle de contrôle où Darcy pirate les appareils d'Hayward et où il apparaît qu'il a d'autres objectifs, effectuant notamment une surveillance rapprochée sur Vision. Ils découvrent que le directeur peut traquer sa signature vibranium et les habitants de Westview à l'intérieur du Hex, ce qu'il n'avait pas révélé. Il possède aussi les paramètres sanguins de Monica. En les analysant, Darcy explique à cette dernière que traverser la « frontière » deux fois a « réécrit son code cellulaire au niveau moléculaire » et qu'elle est en train de se transformer. Mais Monica est déterminée à retourner à l'intérieur de ce champ de force ; elle reçoit d'ailleurs un message d'un mystérieux contact qui lui donne rendez-vous « dans une heure » et dit qu'ainsi, elle pourra concrétiser son objectif.
Pietro discute avec sa sœur en essayant de comprendre comment elle a fait pour créer cet environnement entièrement fictif. Celle-ci a elle-même du mal à lui expliquer les tenants et les aboutissants.
Vision se dirige vers la sortie de Westview. S'approchant du « mur » créé par Wanda, il voit des habitants de la petite ville à l'arrêt, figés, puis Agnès pétrifiée au volant de sa voiture. Il presse sur sa tempe, cette dernière sort de son état d'actrice de la sitcom, reconnait l'Avenger Vision et lui dit qu'il est mort. Le synthézoïde arrive devant la « barrière » qui sépare Westview de l'extérieur et essaye de la dépasser. Hayward et ses troupes l'attendent. Il s'en extrait à grande peine, et aussitôt arrivé de l'autre côté dans le « monde réel », il commence à se désintégrer en criant que les gens de Westview ont besoin d'aide. Darcy accourt et veut le sauver, mais Hayward la fait menotter à une voiture.
- Dans les Marvel Comics, Monica Rambeau a plusieurs surnoms : Photon, Pulsar, Spectrum ou encore Captain Marvel. Elle peut par sa simple volonté, se transformer en tout type d'énergie. Les explications que lui donne Darcy Lewis vont donc dans le sens des pouvoirs qu'elle est en train d'acquérir pour devenir une super-héroïne.
- Cet épisode rend hommage à la sitcom Malcolm.

### Épisode 7:Briser le quatrième mur
- Mondial : 19 février 2021 sur Disney+

- Rachael Thompson (Major Goodner)
- Alan Heckner (Agent Monti / le Colosse)
- Selena Anduze (Agent Rodriguez)
- Amos Glick (Dennis, le facteur)
- Victoria Blade (femme de la publicité)
- Ithamar Enriquez (homme de la publicité)
- Wesley Kimmel (petit garçon de la publicité)
- Sydney Thomas (petite fille de la publicité)

La sitcom se situe maintenant dans les années 2000. Wanda prend un jour de repos et confie ses jumeaux à Agnès pour la journée. Mais beaucoup de perturbations se déroulent autour d'elle : le mobilier de sa maison change et les éléments de sa maison changent régulièrement d'apparence. Le « quatrième mur » est également brisé, puisque Wanda comme Vision sont interviewés et parlent à la caméra durant l'émission.
Darcy Lewis, comme d'autres membres du S.W.O.R.D. absorbés quand Wanda a fait avancer son champ de force, sont devenus les personnages d'un cirque installé à la sortie de Westview. Vision retrouve Darcy, presse sur ses tempes, la libère de l'emprise mentale de Wanda, et lui redonne sa personnalité. Elle lui explique alors son histoire, et tout ce qui s'est passé depuis sa création, y compris sa première mort quand Wanda a, à sa demande, détruit la Pierre de l'Esprit qui l'anime, et sa deuxième mort lorsque Thanos a remonté le temps pour la reprendre et compléter son Gantelet doré. « Si je comprends bien, mon code originel remonte à une I.A. nommée Jarvis, mais mon enveloppe corporelle est née d'Ultron et de ses plan d'anéantissement de l'humanité ? », lui demande Vision. « Vous avez tout compris » répond Darcy.
Monica Rambeau et Jimmy Woo retrouvent le contact de Monica, la Major Goodner et son équipe du S.W.O.R.D qui lui sont restés fidèles. Ils lui fournissent leur plus puissant rover qui doit lui permettre de retourner dans le Hex sans dommages. Elle s'élance en combinaison spatiale, mais la barrière résiste au véhicule dont elle s'extrait au dernier moment, avant que celui-ci soit expulsé au loin, transformé en partie en vulgaire camionnette. Toujours en combinaison mais retirant son casque, Monica fonce en courant vers la barrière. Elle parvient à la traverser en résistant à la perte de sa propre personnalité qui survient normalement pour les gens absorbés à l'intérieur. Ses yeux changent de couleur, brillant d'un bleu profond : elle est en train d'acquérir de plus en plus de pouvoir. Elle retrouve Wanda dans sa maison et tente de la raisonner en lui expliquant que toutes les actions menées par Tyler Hayward concernent exclusivement Vision qu'il veut récupérer, et lui demande également d'abandonner ce monde fictif. Cette dernière se met en colère, la pousse dehors, et utilise la puissance de ses pouvoirs contre elle, la soulève haut dans les airs, mais Monica lui résiste, et atterrit parfaitement dans un éclair bleu, au grand étonnement de Wanda. Elle lui dit : « Tu n'es pas comme Hayward, il brûlerait Westview pour obtenir ce qu'il veut, ne le laisse pas faire de toi la méchante ». Wanda reste toutefois impassible et Agnès intervient dans la foulée pour l’emmener chez elle.
Chez Agnès, Wanda ne voit pas ses jumeaux. Agnès lui dit qu'ils jouent dans le sous-sol. Elle descend les escaliers et se retrouve dans un endroit aussi étrange qu'ésotérique et où elle remarque un mystérieux grimoire. Agnès arrive et lui dit qu'elle n'est pas la seule personne magique ici, révélant qui elle est : la sorcière Agatha Harkness. Arrive pour finir le générique de la sitcom « Agatha à chaque fois (Agatha All Along )» qui repasse en revue les épisodes précédents de WandaVision, et qui montre qu'Agatha est intervenue à plusieurs reprises pour modifier les scénarios, voire a tiré toutes les ficelles, étant notamment responsable de l'arrivée de Pietro devant la porte de la maison de sa sœur jumelle, et de la mort du chien Sparky qu'elle annonce dans un grand éclat de rire. C'est aussi elle qui a filmé les interviews dans cet épisode.
Scène post-générique
- Cet épisode rend hommage aux sitcoms The Office et Modern Family.
- La publicité qui ponctue cet épisode promeut l'antidépresseur "Nexus". Dans les Marvel Comics, le Nexus est le point de connexion entre toutes les réalités,  comme expliqué dans Loki, le multivers, dont Wanda Maximoff est un personnage constant.

### Épisode 8:Précédemment dans...
- Mondial : 26 février 2021 sur Disney+

- Selena Anduze (Agent Rodriguez)
- Kate Forbes (Evanora Harkness)
- Ilana Kohanchi (Iryna Maximoff)
- Daniyar (Olek Maximoff)
- Michaela Russel (Wanda, enfant)
- Gabriel Gurevich (Pietro, enfant)
- Hans Obma (Scientifique d'HYDRA)
- Stephan Goldbach (Technicien d'HYDRA)
- Aaron Gillespie (Agent de sécurité)

Cet épisode ne met en scène qu'Agatha Harkness et Wanda. Il est révélé au départ, qu'Agatha fut faite prisonnière par les autres sorcières de Salem en 1693 pour son utilisation interdite de la « plus noire des magies ». Attachée à un poteau, qualifiée de traitresse, toutes dirigèrent un faisceau magique en sa direction, pour l'éliminer. Mais Agatha parvint à retourner ces faisceaux contre elles et absorba toute leur vitalité, les laissant à l'état de squelettes.
De nos jours à Westview, dans le sous-sol de sa maison, elle démontre à Wanda que ses pouvoirs ne peuvent rien contre elle grâce aux runes magiques présentes sur les murs, lesquelles ne peuvent être invoquées que par la sorcière qui les a déployées, annihilant toute autre forme de pouvoir. Agatha lui explique comment elle a créé le « faux » Pietro qui n'est que « ses yeux et ses oreilles ». Elle veut savoir d'où vient la puissance de la sokovienne, car elle ne comprend pas comment cette dernière a pu transformer la petite ville du New Jersey, redonner vie à Vision et faire interagir des centaines de personnes dans son univers fictif. Elle veut donc lui faire traverser son passé, étape par étape. Son but réel est de parvenir à s'approprier les pouvoirs de Wanda. A l'aide d'un de ses cheveux, l'ancienne sorcière de Salem va emmener Wanda dans différentes scènes de son existence.
Tout commence en Sokovie à la toute fin du XXe siècle. Wanda et Pietro sont enfants, alors qu'à l'extérieur de leur appartement, la guerre fait rage. Leurs parents ont toute une collection de DVD de sitcoms américaines. Ils regardent ensemble un épisode du The Dick Van Dyke Show quand un tir détruit leur immeuble. Wanda et Pietro sont désormais orphelins. Tapis dans une cache au milieu des ruines, ils observent une bombe fabriquée par Stark Industries qui vient de se planter dans le sol. Wanda, enfant, l'empêche d'exploser, révélant qu'elle possédait donc des pouvoirs magiques depuis sa naissance.
Agatha transporte ensuite Wanda pour observer son passé dans les locaux d'HYDRA, où elle s'annonce comme volontaire pour une expérience faite sur elle avec le Sceptre de Loki, qui contient la Pierre de l'Esprit protégée par une coque bleue sertie dans le sceptre. Les techniciens d'HYDRA savent que personne n'a encore survécu à cette « confrontation ». Mais Wanda apprivoise la gemme du sceptre, la fait venir à elle, la coque explose, dévoilant la pierre jaune, et elle intègre ses pouvoirs dans un intense halo de la même couleur : en lévitation, dans les yeux de Wanda, on aperçoit de dos la silhouette de la Sorcière rouge. Harkness comprend alors l'importance de cette Pierre d'Infinité dans les capacités développées par Maximoff, mais dit qu'il lui en faut plus. Elle l'emmène alors dans les quartiers généraux des Avengers après les événements de l'Ère d'Ultron. Complètement abattue par la mort de son frère jumeau, en pleurs dans sa chambre, Wanda reçoit la visite de Vision qui la réconforte pendant qu'ils regardent Malcolm. C'est le début de leur romance.
Enfin, Agatha fait revisiter à Wanda ce qu'elle a fait au moment de son retour, cinq ans après l'Effacement. Elle se rend aux quartiers généraux du S.W.O.R.D. pour récupérer le corps de Vision. Elle est accueillie par le directeur Tyler Hayward qui lui montre son « âme sœur » totalement démembrée, et lui explique que c'est son devoir « légal et éthique » de démanteler ce qu'il considère comme la plus puissante des armes pensantes. Wanda s'insurge en disant que Vision n'est pas une arme. Elle brise la glace par laquelle elle observait les techniciens du S.W.O.R.D. en train de s'affairer sur les restes de Vision, puis sonde sa tête et s'aperçoit qu'elle ne le sent plus. Plongée dans une tristesse infinie, elle s'en va, laissant la carcasse de Vision derrière elle, contrairement à ce que Hayward a affirmé aux agents Woo et Rambeau.
Wanda repart dans sa voiture en larmes, et se rend à Westview où Vision lui a acheté une propriété « pour leurs vieux jours ». S'agenouillant sur le terrain nu, folle de douleur, elle se met à déployer ses immenses pouvoirs, transforme Westview en une bourgade des années 1950 en créant le Hex, ainsi que sa maison dans laquelle elle recrée son propre Vision dans une réalité semblable à The Dick van Dyke Show. Elle se retrouve ensuite dans la « réalité », sur le plateau de tournage du premier épisode, applaudie par Agatha, puis entend ses enfants appeler à l'aide.
Elle sort de sa maison et les retrouve tous deux attachés par le cou à un filin magique tenu par Agatha en lévitation. Elle dit à Wanda qu'elle a compris qui elle était, et se moque d'elle en lui expliquant qu'elle est capable de créations spontanées, et n'a aucune idée de l'étendue de ses pouvoirs ainsi que de son immense dangerosité. Pour la sorcière multicentenaire, cette « magie du chaos » qui lui a permis de recréer Vision, l'illusion de ses enfants jumeaux, et toute cette « jolie petite vie », font de Wanda la Sorcière rouge.
Scène post-générique
- Dans les productions du MCU, jusqu'à la fin de ce huitième épisode de WandaVision qui lance la phase IV, et depuis l'apparition de Wanda Maximoff (2014), le nom de Sorcière rouge (Scarlet Witch en VO), important personnage des Marvel Comics, n'avait jamais encore été prononcé.

### Épisode 9:Le grand final
- Mondial : 5 mars 2021 sur Disney+

- Amos Glick (livreur)
- Selena Anduze (Agent Rodriguez)
- Kate Forbes (Evanora Harkness)
- Lori Livingston (Agent Skrull)

Face à Agatha, Wanda parvient à libérer ses enfants, puis leur affrontement commence. Le but de la Sorcière multicentenaire est d'absorber les pouvoirs des sorcières non méritantes à ses yeux et s'approprier par tous les moyens possibles les pouvoirs de la Sorcière rouge. Dans un premier temps, elle semble avoir le dessus. Le Vision blanc, activé par Hayward et le S.W.O.R.D., débarque dans le Hex, programmé pour éliminer Wanda et le Vision qu'elle a créé. Il tente de la tuer, mais « son » Vision intervient, et tous deux s'affrontent. Monica est retenue prisonnière par le « faux Pietro » dans la maison d'Agatha. Dans les baraquements militaires, Hayward retient Jimmy Woo menotté. Il lui explique son plan : il veut éliminer Wanda, rien ne prouvera alors qu'il y avait deux Vision, et quand celui qu'il a illégalement activé « émergera des ruines », on le remerciera pour avoir récupéré ce précieux allié. Woo parvient à se saisir d'un téléphone portable avant d'être enfermé dans une grange, puis il parvient à défaire ses menottes et appelle ses collègues du FBI pour qu'ils viennent en renfort.
Agatha explique à Wanda qu'un chapitre entier du grimoire magique, le Darkhold, appelé « le livre des damnés », lui est consacré. Wanda rétorque qu'elle n'est pas une sorcière ni une enchanteresse, qu'elle ne lance pas de sorts, et que personne ne lui a jamais appris la magie. Agatha lui révèle que son pouvoir dépasse celui des Sorciers Suprêmes et que sa destinée est de détruire le monde. « Je ne suis pas ce que tu dis » s'insurge Wanda. Puis d'un coup, Agatha libère les habitants de Westview de leur emprise mentale. Ils entourent Wanda en lui reprochant le fait qu'en leur enlevant leur personnalité, ils ont dû partager ses cauchemars et son deuil. Sa première réaction est d'utiliser ses pouvoirs contre eux en les étranglant, puis elle se ravise, et commence à détruire le Hex pour les laisser s'échapper.
La brèche qui se crée et s'élargit progressivement permet à Hayward et à ses troupes motorisées de pénétrer dans Westview. Monica neutralise le faux Pietro et découvre qu'il s'appelle en fait Ralph Bonner, pendant que le combat des deux Vision se poursuit dans les airs. Mais le Vision de Wanda tombe car il commence à se désintégrer, tout comme ses deux enfants, avec la disparition du Hex, et la Sorcière rouge le referme pour les maintenir « en vie ». Wanda, Vision, Tommy et Billy sont alors cernés par Agatha, le Vision blanc et les troupes de Hayward, et s'apprêtent à se défendre. Mais les deux combats parallèles, celui de Wanda contre Agatha, et celui des deux Vision, reprennent, laissant les enfants se défendre seuls. Hayward sort de son véhicule, et tire sur les enfants en vidant son chargeur, mais Monica s'interpose en absorbant toutes les balles avec ses nouveaux pouvoirs. Hayward remonte dans sa jeep et s'apprête à foncer sur eux, quand Darcy Lewis, au volant de sa camionnette, arrive à pleine vitesse et percute la jeep en lançant à Hayward « Bon séjour en prison ! »
Les deux Vision interrompent leur combat, car le synthézoïde blanc demande des explications à son homologue qui se définit lui-même comme « hypothétique ». Après un échange sur l'exercice de pensée du bateau de Thésee, le Vision blanc comprend que sa mission de détruire Vision n'a pas de sens car il est autant Vision que celui créé par Wanda. Ce dernier touche le front de son double et lui redonne tous ses souvenirs, ceux de l'existence de Vision depuis sa création jusqu'à sa mort des mains de Thanos. Il comprend alors qui il est, dit « Je suis Vision », s'envole et disparait. Le Vision de Wanda rejoint alors ses enfants. L'affrontement entre Wanda et Agatha se poursuit de plus belle, et toutes les deux se retrouvent un moment en 1693 où Wanda a ramené son ennemie puis dans les airs au dessus de Westview. Agatha pense avoir le dessus, prête à absorber tous les pouvoirs de Wanda, mais cette dernière l'empêche d'agir grâce aux runes qu'elle a déployé autour du Hex, lui expliquant qu'elle a « retenu la leçon ». Dans un intense halo rouge, elle apparait dans les habits de la Sorcière rouge, et c'est elle qui absorbe les pouvoirs d'Agatha, la neutralisant, puis lui redonne sa personnalité d'Agnès, la « voisine encombrante », non sans lui avoir dit au préalable qu'elle ferait appel à elle si elle en a besoin.
Il est désormais l'heure de supprimer le Hex. Il recule progressivement, n'entourant plus pour un court moment que la maison de la famille de Wanda. Avec Vision, ils couchent leurs enfants, puis Wanda et l'amour de sa vie se disent adieu. Vision lui pose une dernière question : « Que suis-je ? ». Elle lui répond : « Toi, Vision, tu es la partie de la Pierre de l'Esprit qui vit en moi. Tu es un corps fait de connexion, de chair et d'os que j'ai créé. Tu es ma tristesse et mon espoir. Mais avant tout, tu es mon grand amour ». Ils s'embrassent, les larmes coulent sur les joues de Vision, ils se promettent de se revoir, avant qu'il se désintègre. Wanda se retrouve alors sur le terrain nu où elle était arrivée après sa visite dans les quartiers généraux du S.W.O.R.D. Elle retourne au centre-ville, observée par les regards réprobateurs des habitants, retrouve Monica, et les deux femmes s'expliquent. Wanda lui dit qu'elle ne comprend pas encore ses pouvoirs mais que cela viendra. Elles se souhaitent bonne chance et Wanda s'envole vers une nouvelle destination.
Scène inter-générique
Dans Westview, Jimmy Woo et son équipe du FBI ont repris les choses en mains, à la grande satisfaction de Monica. Tyler Hayward est extrait du véhicule où Darcy Lewis l'avait bloqué, et il est arrêté. Une agente du FBI interpelle la « Capitaine Rambeau » en lui disant qu'elle est attendue dans le cinéma. Elles s'y rendent toutes deux, et l'agente se dévoile : elle est une Skrull et lui dit qu'un vieil ami de sa mère Maria désire la voir. Quand Monica lui demande « Où ça ? », la Skrull pointe son doigt vers le ciel. Il pourrait donc s'agir de Nick Fury dans le vaisseau Skrull où il se trouvait à la fin de Spider-Man: Far From Home
Scène post-générique